# Елла Требе
Елла Требе (нім. Ella Trebe, уродж. Елла Баєр нім. Ella Beyer; 6 вересня 1902, Берлін, Німеччина — 11 серпня 1943, Заксенхаузен, Німеччина) — німецька комуністка, антифашистка, член руху Опору під час Другої світової війни, член організації « Червона капела».

## Життєпис
Елла Требе працювала слюсарем на заводах Lewin та AEG у Берліні, куди переїхала жити сім'я. Її політична діяльність розпочалася у 1922 році з вступу до Німецької профспілки металургів (DMV). У 1926 році Елла вступила до Комуністичної партії Німеччини (KPD). 1929 року брала участь у виборах до міських зборів від свого району.
Після захоплення нацистами влади у Німеччині брала участь у підпільній діяльності компартії у Берліні. З початком Другої світової війни познайомилася з Вільгельмом Гуддорфом, разом з яким була зв'язковою між групами руху опору всередині країни та за кордоном. Навесні 1943 року Елла Требе, яка на той час вийшла заміж і змінила прізвище, переховувала вдома борця руху опору Ернста Бойтке. Але в тому ж році вона та всі члени її сім'ї були заарештовані гестапо за звинуваченням у «пособництві ворогові» та депортовані до концентраційного табору в Заксенхаузені.
11 серпня 1943 року Елла Требе була вбита в Заксенхаузені разом з 30 іншими антифашистами.